# Pirbright
Koordinaten: 51° 17′ N, 0° 38′ W
Pirbright ist ein Dorf in Surrey, England. Zu den Nachbardörfern gehören Worplesdon, Deepcut, Brookwood and Normandy. Die Gemeinde Pirbright mit einer Fläche von etwa 4,711 acres teilt sich in zwei deutlich getrennte Gemeinschaften: nördlich der Eisenbahn das Militärgebiet, südlich davon das Dorf. Das Gebiet schließt Ausbildungskasernen der Armee ein.
Der Name des Ortes leitet sich vom angelsächsischen Pirige-fyrhþ ab, was so viel bedeutet wie „dünnes Waldgebiet, in dem Birnbäume wachsen“.
Ohne das Militärgebiet hat das Dorf eine Bevölkerung von 1750; 1200 davon leben um den Dorfplatz herum, der Rest in abgelegeneren Gebieten etwa eine Meile vom Dorfzentrum entfernt. Das Dorf ist fast gänzlich von Heideland umgeben, von dem viel im Besitz des Verteidigungsministeriums ist und auch von ihm genutzt wird.
Auf dem örtlichen Friedhof findet sich das Grab des Journalisten, Afrikaforschers und Buchautors Henry Morton Stanley.
Auf dem Dorfplatz wird seit 1780 Cricket gespielt.

## Pirbright Laboratory
Das Pirbright Laboratory ist eine Forschungseinrichtung der Regierung, die Krankheiten landwirtschaftlicher Nutztiere erforscht. Es gehört zum Institut für Tiergesundheit (Institute for Animal Health – IAH), das vom Biotechnology and Biological Sciences Research Council (BBSRC) unterstützt wird. Das Pirbright Laboratory ist ein internationales Referenzlabor zur Diagnose von Krankheiten in Notfällen. Zu seinen Forschungsgebieten gehören die Maul- und Klauenseuche und die Vesikuläre Schweinekrankheit (SVD). In Pirbright ist auch das Unternehmen Boehringer Ingelheim forschend tätig. Deren Labore werden ebenfalls staatlich überprüft und zugelassen.
Am Samstag, 4. August 2007, wurde bekanntgegeben, dass das Maul- und Klauenseuchevirus, das auf einem drei Meilen entfernten Bauernhof entdeckt wurde, dem ähnelt, das in Pirbright untersucht wird. In einem Bericht des (BBSRC) aus dem Jahre 2002 hieß es, dass einige der Labore und andere Einrichtungen in Pirbright nicht im Entferntesten dem Standard entsprächen, den man von einer modernen biomedizinischen Anlage erwarten könne.